# Distrikt Quiruvilca
Der Distrikt Quiruvilca liegt in der Provinz Santiago de Chuco in der Region La Libertad in Nordwest-Peru. Der Distrikt wurde am 13. November 1916 gegründet. Er besitzt eine Fläche von 549,14 km². Beim Zensus 2017 wurden 12.291 Einwohner gezählt. Im Jahr 1993 lag die Einwohnerzahl bei 13.440, im Jahr 2007 bei 14.060. Verwaltungssitz ist die 4008 m hoch gelegene Kleinstadt Quiruvilca mit 5181 Einwohnern (Stand 2017). Quiruvilca liegt 80 km ostnordöstlich der Regionshauptstadt Trujillo. In dem Gebiet gibt es zahlreiche Minen, in denen Silber und andere Erze abgebaut werden.

## Geographische Lage
Der Distrikt Quiruvilca liegt in der peruanischen Westkordillere im Nordwesten der Provinz Santiago de Chuco. Die Flüsse Río Chicama und Río Moche haben ihr Quellgebiet im Distrikt. Der südöstliche Teil des Distrikts wird über den Río Tablachaca, rechter Nebenfluss des Río Santa, entwässert.
Der Distrikt Quiruvilca grenzt im Südwesten an die Distrikte Huaso und Calamarca, im Westen an den Distrikt Julcán (alle drei Distrikte in der Provinz Julcán), im Nordwesten an den Distrikt Agallpampa (Provinz Otuzco), im Norden an die Distrikte Usquil (ebenfalls in der Provinz Otuzco) und Sanagorán (Provinz Sánchez Carrión), im Nordosten an den Distrikt Huamachuco (ebenfalls in der Provinz Sánchez Carrión), im Osten an den Distrikt Cachicadán sowie im Süden an den Distrikt Santiago de Chuco.